# القحطانیه، شهر عراقی
القحطانیه (به لاتین: Til Ezer) یک منطقهٔ مسکونی در عراق است که در شهرستان سنجار واقع شده‌است. القحطانیه ۲۸٬۰۰۰ نفر جمعیت دارد.